# Sjö 746250-152806
Sjö 746250-152806 är en sjö i Jokkmokks kommun i Lappland och ingår i Luleälvens huvudavrinningsområde. Sjön har en area på 0,386 km2 och ligger 924,1 meter över havet. Sjön ligger i Padjelanta Natura 2000-område i en namnlös dalgång som sträcker sig i nord-sydlig riktning med Virihávrre i norr och Sårjåsjávrre i söder.
Sjö 746250-152806 finns med i Sjöregistret men har inte något namn trots att många betydligt mindre sjöar namngetts. På Generalstabskartan från 1890 finns inte ens dalgången utritad. Sjön avvattnas av en namnlös jokk som mynnar i Sårjåsjávrre. Vattnet fortsätter därefter via Sårjåsjåhkå, Stálojåhkå, Vuojatädno, Stora Luleälven och Luleälven innan det mynnar i havet.

## Galleri

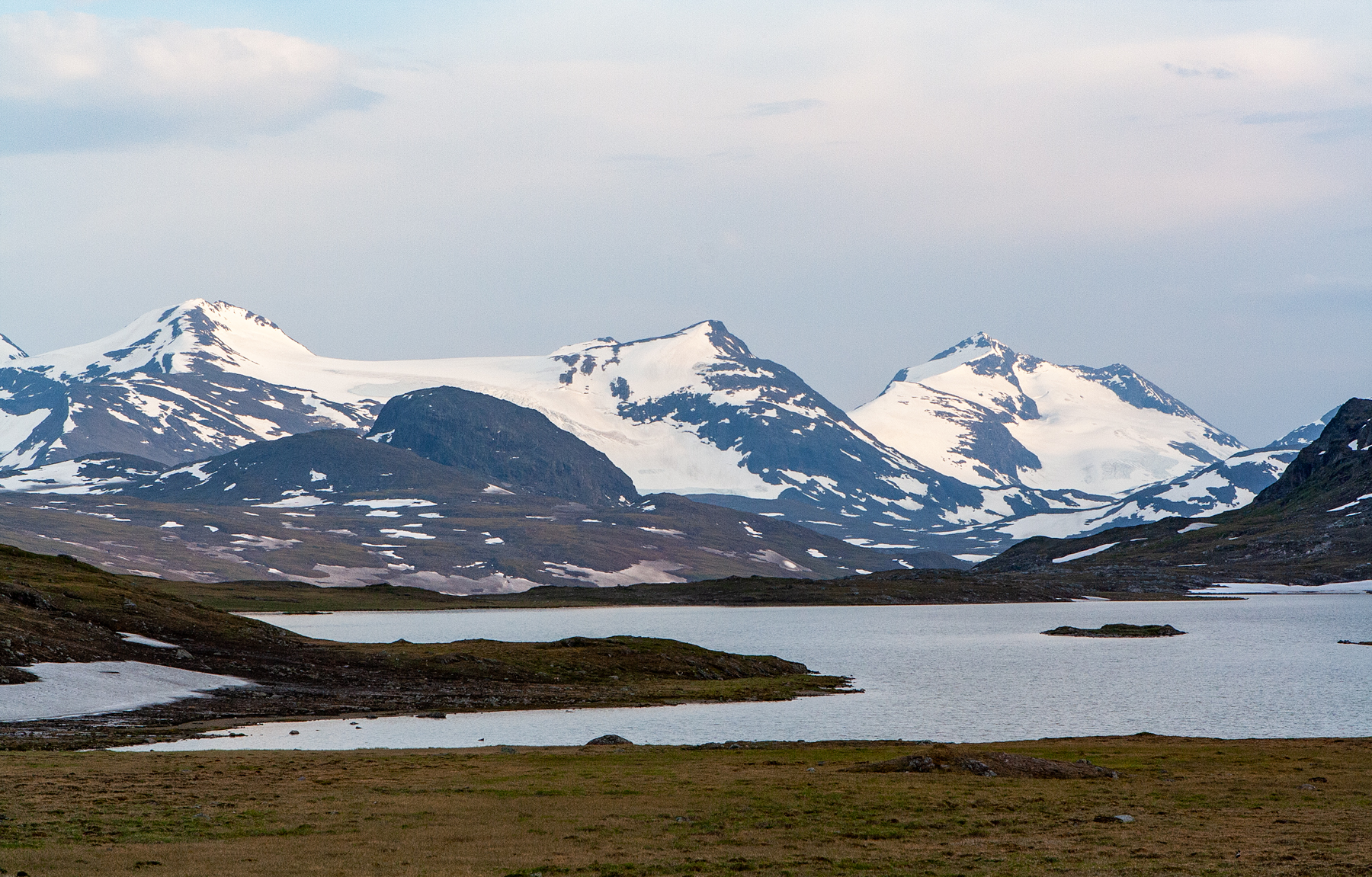
Sjö 746250-152806 med Sulitelma i bakgrunden.